# Lucio Postumio Albino Regilense
Lucio Postumio Albino Regilense  fue un político y militar romano del siglo IV a. C. perteneciente a la gens Postumia.

## Familia
Albino fue miembro de los Postumios Albinos, una rama familiar patricia de la gens Postumia. Su relación con otros miembros de la familia es desconocida.

## Carrera pública
Fue escogido para el tribunado consular del año 389 a. C. sin la celebración de elecciones. Se había decidido que, tras el desastre del saqueo de la ciudad, Marco Furio Camilo, el dictador nombrado para hacer frente a los galos, siguiera en el cargo hasta final de año y fue un interrex quien se ocupó de los nombramientos. Fue reelegido en el año 381 a. C.